# ささら さや
『ささら さや』は、加納朋子のファンタジーミステリー小説。ささらシリーズ第1弾。

## 概要
2001年10月10日に幻冬舎より出版された。2004年4月6日には文庫化された。
2003年、漫画化。
2006年に続編『てるてるあした』がテレビドラマ化された際、本作の一部設定が取り入れられた。
2014年に『トワイライト ささらさや』のタイトルで映画化された。

## あらすじ
交通事故で夫を失ったサヤは、赤ん坊の息子・ユウスケと共に佐々良という街へ引っ越す。そこでは不思議な事件が次々に起こるが、その度に亡き夫が他人に乗り移って助けてくれるのだ。そんな中で、サヤは母親として少しずつたくましく成長していく。

## 登場人物
サヤ
本作の主人公。夫・俊彦の死後、息子と共に佐々良に引っ越してきた。お人好しだが、気弱で人を疑うことが出来ない。
俊彦
サヤの夫。交通事故で死亡するが、サヤを心配するあまり、他人の姿を借りてサヤを助けてくれる。映画版では、ユウタロウという名前に変更されている。
ユウスケ
サヤと俊彦の息子。赤ん坊。通称：ユウ坊。

## 漫画
2003年6月 - 2004年2月、幻冬舎コミックスミステリービーストリート連載、作画：碧也ぴんく。単行本全2巻（バーズコミックス ガールズコレクション）

## 映画
『トワイライト ささらさや』は2014年11月8日公開された日本映画。配給はワーナー・ブラザース映画。主演は新垣結衣。
同年11月21日に香港、台湾、マカオ、韓国の4つの国と地域に配給が決定。

### キャスト
- サヤ - 新垣結衣
- ユウタロウ（映画での職業は売れない落語家に） - 大泉洋（幼少期 - 須田琉雅）※昔父親に書いた文の中では「優太郎」という字が使われる。
- ユウスケ - 森蓮太郎、加藤楷翔
- 佐野（ささら駅のハジけた駅員） - 中村蒼
- エリカ - 福島リラ
- 義男（ささらを出ていった男） - つるの剛士
- ダイヤ - 寺田心
- 久代 - 波乃久里子
- 珠子 - 藤田弓子
- 師匠（ユウタロウの師匠） - 小松政夫
- ユウタロウの父 - 石橋凌
- お夏 - 富司純子

### スタッフ
- 監督 - 深川栄洋
- 脚本 - 山室有紀子、深川栄洋
- 主題歌 - コブクロ「Twilight」（ワーナーミュージック・ジャパン）
- 音楽 - 平井真美子
- 製作 - 中山良夫、由里敬三、本間憲、福田太一、藪下維也、柏木登、小玉圭太、松田陽三、宇田川寧、宮本直人
- ゼネラルプロデューサー - 奥田誠治
- エグゼクティブプロデューサー - 門屋大輔
- 企画・プロデューサー - 石田雄治、藤村直人
- プロデューサー - 有重陽一、柴原祐一、星野惠
- 撮影 - 安田光
- 照明 - 長田達也
- 録音 - 林大輔
- 美術 - 黒瀧きみえ
- 装飾 - 山田好男
- 編集 - 阿部亙英
- 衣裳 - 浜井貴子
- ヘアメイク - 竹下フミ
- スクリプター - 北濱優佳
- 音響効果 - 齋藤昌利
- 助監督 - 菅原丈雄
- 制作担当 - 田島啓次
- ラインプロデューサー - 的場明日香
- 落語監修・指導 - 古今亭菊志ん[6]
- 製作幹事 - 日本テレビ放送網
- 企画制作 - 日活
- 制作プロダクション - ダブ
- 配給 - ワーナー・ブラザース映画
- 製作 - 映画「トワイライト ささらさや」製作委員会（日本テレビ放送網、日活、レプロエンタテインメント、ワーナー・ブラザース映画、読売テレビ、VAP、幻冬舎、読売新聞、ダブ、GYAO、STV、MMT、SDT、CTV、HTV、FBS）

### 封切り
全国264スクリーンで公開され、2014年11月8、9日の初日2日間で興収1億836万6,000円、動員8万2,140人になり、映画観客動員ランキング（興行通信社調べ）で初登場第1位となった。

### ショートストーリー
新垣結衣と大泉洋が出演、福田雄一が監督・脚本した1話1分の「新垣結衣×大泉洋による夫婦のショートストーリー」（全10話）がテレビ番組『ZIP!』（日本テレビ）内で番組とのコラボ企画として2014年10月27日 - 31日と11月3日 - 7日に放送された。

### 関連商品
Blu-ray / DVD
2015年4月22日発売。発売・販売元はバップ。
- トワイライト ささらさや（2枚組）
  - ディスク1：本編ディスク
  - ディスク2：特典DVD
    - メイキング オブ トワイライト ささらさや
    - 特報・劇場予告編・TVスポット集
    - イベント集（完成披露試写会、初日舞台挨拶）
    - スペシャル座談会〜PR番組より〜
    - 「ZIP!」とのスペシャルコラボ企画 福田雄一作・演出「新垣結衣×大泉洋による夫婦のショートストーリー」〜歯磨き粉のキャップの話〜ディレクターズカット版

  - 封入特典
    - オールカラーブックレット
    - オリジナルポストカード

  - 初回限定特典
    - 劇場版手描きイラストスリーブケース

CD
2014年11月5日発売。発売・販売元はバップ。
- 「トワイライト ささらさや」オリジナル・サウンドトラック